# Dyakia (Plantae)
Dyakia je monotipski rod epifitskih orhideja, smješten u podtribus Aeridinae, dio tribusa Vandeae. Jedina je vrsta D. hendersoniana endem sa Bornea.
Raste po nizinskim i brdskim šumama.

## Sinonimi
- Ascocentrum hendersonianium (Rchb.f.) Schltr.
- Saccolabium hendersonianum Rchb.f.